# 牛其益
牛其益（1923年1月—2016年10月7日），山西省岚县人。中华人民共和国政治人物。

## 生平
1937年10月参加革命，1938年3月加入中国共产党。早年曾任岚县二区牺盟会协理员、区动委会副主任，晋西北青联常委。
1942年，任中共朔县四区区委书记，1944年1月，任中共平鲁县委副书记兼武委会主任，1945年2月任中共朔县二区区委书记。第二次国共内战期间，任中共右南县委书记，1945年任中共石玉县委书记。中华人民共和国成立后，历任中共三源市委书记兼地委书记，南疆区团委书记。1955年，任新疆自治区团委书记。后任昌吉州革委会主任，新疆自治区农委副主任，新疆自治区人民政府副秘书长。1993年8月离职休养。
2016年10月7日，在乌鲁木齐逝世。